# یینگلو
یینگلو (به لاتین: Yingluo) یک شهرک در جمهوری خلق چین است که در Haicheng واقع شده‌است. یینگلو ۱۶۱٫۳ کیلومتر مربع مساحت و ۳۹٬۹۴۴ نفر جمعیت دارد.